# Poul Trier Pedersen
Poul Trier Pedersen (9. december 1921 i Nakskov – 29. januar 2012 i København) var en dansk journalist og forfatter og modtager af to Cavlingpriser.
Trier Pedersen var handelsuddannet og dimitterede som cand.polit. i 1952. Han arbejdede blandt andet for Udenrigsministeriets pressebureau og Dagens Nyheder, inden han i 1965 blev redaktionschef på TV-Avisen. Han forlod Danmarks Radio i 1969 for at arbejde som freelancer. Trier Pedersen fik Cavlingprisen i 1956 sammen med andre i forbindelse med Dansk Røde Kors' Ungarn-indsamling, og han fik Cavlingprisen i 1963 for en række nyskabende tv-programmer.
Poul Trier Pedersen døde på Bispebjerg Hospital den 29. januar 2012 efter kort tids sygdom. Han blev 90 år.